# Drosos Kalotheou
Drosos Kalotheou (in greco: Δρόσος Καλοθέου; 21 febbraio 1945 – 20 giugno 2024) è stato un calciatore cipriota, di ruolo centrocampista.

## Carriera

### Club
Kalotheou giocò nell'Omonia, vincendo il campionato 1965-1966. Con i bianco-verdi giocò anche due incontri nella Coppa delle Coppe 1965-1966 e due nella Coppa dei Campioni 1966-1967.

### Nazionale
Kalotheou giocò cinque incontri con la nazionale cipriota.

## Statistiche

### Cronologia presenze e reti in nazionale
| Cronologia completa delle presenze e delle reti in nazionale ― Cipro | Cronologia completa delle presenze e delle reti in nazionale ― Cipro | Cronologia completa delle presenze e delle reti in nazionale ― Cipro | Cronologia completa delle presenze e delle reti in nazionale ― Cipro | Cronologia completa delle presenze e delle reti in nazionale ― Cipro | Cronologia completa delle presenze e delle reti in nazionale ― Cipro | Cronologia completa delle presenze e delle reti in nazionale ― Cipro | Cronologia completa delle presenze e delle reti in nazionale ― Cipro |
| Data                                                                 | Città                                                                | In casa                                                              | Risultato                                                            | Ospiti                                                               | Competizione                                                         | Reti                                                                 | Note                                                                 |
| -------------------------------------------------------------------- | -------------------------------------------------------------------- | -------------------------------------------------------------------- | -------------------------------------------------------------------- | -------------------------------------------------------------------- | -------------------------------------------------------------------- | -------------------------------------------------------------------- | -------------------------------------------------------------------- |
| 7-11-1965                                                            | Famagosta                                                            | Cipro                                                                | 0 – 5                                                                | Svezia                                                               | Qual. Mondiali 1966                                                  | -                                                                    |                                                                      |
| 14-11-1965                                                           | Nicosia                                                              | Cipro                                                                | 0 – 6                                                                | Germania                                                             | Qual. Mondiali 1966                                                  | -                                                                    |                                                                      |
| 22-3-1967                                                            | Nicosia                                                              | Cipro                                                                | 0 – 2                                                                | Italia                                                               | Qual. Euro 1968                                                      | -                                                                    |                                                                      |
| 23-4-1967                                                            | Bucarest                                                             | Romania                                                              | 7 – 0                                                                | Cipro                                                                | Qual. Euro 1968                                                      | -                                                                    |                                                                      |
| 17-2-1968                                                            | Nicosia                                                              | Cipro                                                                | 2 – 1                                                                | Svizzera                                                             | Qual. Euro 1968                                                      | -                                                                    |                                                                      |
| Totale                                                               |                                                                      | Presenze                                                             | 5                                                                    |                                                                      | Reti                                                                 | 0                                                                    |                                                                      |

## Palmarès
- Campionato cipriota: 1

Omonia: 1965-1966